# Karija
Karija (luv. Karuwa — „Strma zemlja“, antgrč. , lat. Caria) je istorijska regija u jugozapadnom delu Male Azije, u zapadnoj Anadoliji, na obali Egejskog mora. Nalazi se severno od ostrva Rodosa, a graniči sa Jonijom, Lidijom, Pizidijom i Licijom. Karija je poznata kao domovina istoričara Herodota, po mauzoleju u Halikarnasu, kraljici Artemiziji I, te po slavnim antičkim trgovcima.
U najranijem istorijskom razdoblju, Karija je bila naseljena Hetitima. Za Karijce se smatra da su narod iz istočne Anatolije, dok Herodot tvrdi kako se radi o minojskim kolonistima. Nakon Trojanskog rata, Jonski i dorski Grci kolonizovali su regiju i uspostavili brojne polise i udružili su se sa karijskim stanovništvom gde takođe dominiraju grci i koji su se vekovima razvijali kao gradovi-države, sve dok ih početkom 6. veka pr. Hr. nisu pokorili Lidijci predvođeni Kresom. Sredinom istog veka Kir Veliki širi Persijsko carstvo na Lidiju i Kariju, pod kojim su karijski gradovi uživali status lokalne autonomije kao delovi satrapije. U doba Grčko-persijskih ratova, karijska kraljica Artemizija I. predvodila je Kserksovu mornaricu u pohodu na Atinu. Glavni grad regije bio je Halikarnas, u kojem su grčke arhitekte persijskom satrapu Mauzolu sagradili veličanstvenu grobnicu, mauzolej koji je popularan kao jedno od antičkih Sedam svetskih čuda. Nakon neuspešne persijske invazije na Grčku 479. godine p. n. e. gradovi Karije su na kratko postali članovi Delskog saveza, da bi se uskoro opet vratili pod persijsku vlast. Karija je domovina istoričara Herodota, koji se rodio u Halikarnasu. Godine 334. pr. Hr. makedonski vojskovođa Aleksandar Makedonski priključuje Kariju svom carstvu. Aleksandar je imao pomoć prilikom osvajanja regije od Ade, bivše kraljice Karije koju su persijanci zbacili sa vlasti, a njen uslov je bio da ponovo bude postavljena kao kraljica. Nakon što su zauzeli Kariju ona je Aleksandra proglasila za svog naslednika. Regija dva veka kasnije postaje deo Rimskog carstva, a od doba vladavine cara Dioklecijana u 4. veku pr. Hr. ima status zasebne rimske provincije. Kasnije je bila deo Vizantije odnosno Osmanskog carstva od 13. veka, dok je danas deo moderne Turske, izuzevši ostrva koja pripadaju Grčkoj.

## Spoljašnje veze
- Caria, Livius.org Архивирано на веб-сајту  (1. јануар 2015)
- Antička Karija, AllAboutTurkey.com
- Britannica enciklopedija: Karija